# Joseph Weber (fizician)
Joseph Weber (n. 17 mai 1919, Paterson, New Jersey, SUA – d. 30 septembrie 2000, Pittsburgh, Pennsylvania, SUA) a fost un fizician american cunoscut prin popularizarea maseriilor și laserilor, precum și pentru primele încercări de a observa undele gravitaționale originare din cosmos la sfârșitul anilor '60 și începutul anilor '70 ai secolului trecut. Deși nu s-au încununat cu succes, aceste încercări au stimulat într-o o măsură atât de mare eforturile fizicienilor din diferite țări ale lumii, încât după fondarea colaborării internaționale LIGO, acestea au adus laurii celor trei fizicieni: Kip Thorne, Rainer Weiss și Barry C. Barish, care au fost încununați în anul 2017 cu Premiul Nobel pentru Fizică.
În anul 1970 încercările experimentale ale lui Weber au fost discutate atât de intens, încât mulți au crezut că undele gravitaționale au fost descoperite cu adevărat
Joseph Weber fost căsătorit cu istoricul și popularizatorul astronomiei și gravitației Virginia Trimble, care a descris epopeea efortului soțului ei în niște amintiri de excepție